# Прово (движение)

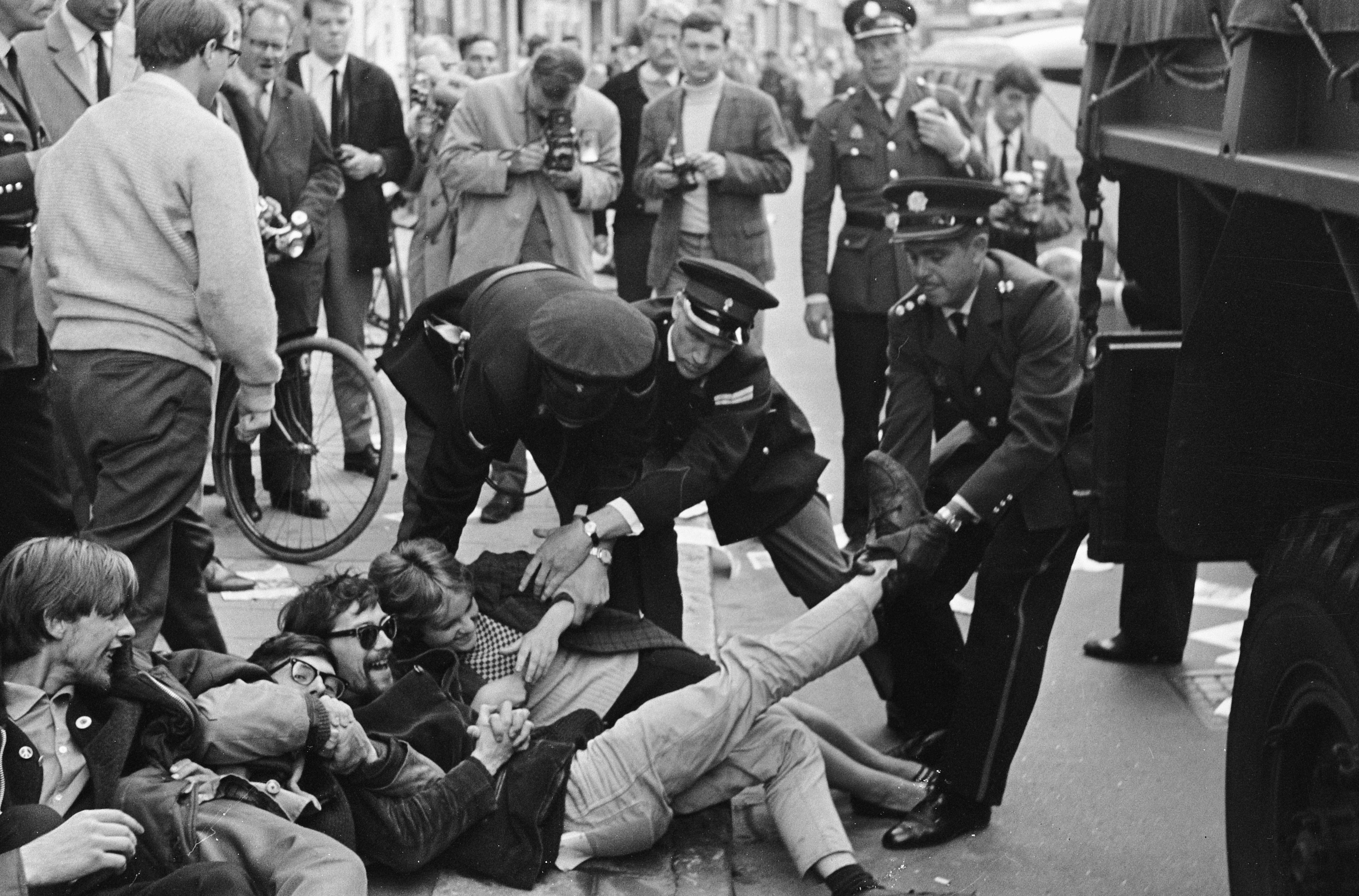
Прово в 1966 году на демонстрации против участия США во Вьетнамской войне

Прово (нидерл. provo) — контркультурное молодёжное движение в Нидерландах в 1960-х годах.
Название «прово» происходит от нидерландского слова «provoceren» (провоцировать). Прово объединяли молодых людей, недовольных обществом. О создании движения 25 мая 1965 года объявили устроитель хэппенингов Роберт Яспер Гротвелд и студент философского факультета Роэль ван Дуйн.
Гротвелд проводил еженедельные хэппенинги в центре Амстердама, протестуя против табачной индустрии. На них в мае 1965 года Рул ван Дёйн стал раздавать первые листовки прово.
Первый выпуск журнала PROVO содержал изображение, показывающее как сделать бомбу из ананаса (оно было взято из британского журнала XIX века под названием Practical Anarchist). В связи с этим редакторов журнала арестовали по обвинению в подстрекательстве к насилию, но вскоре освободили, сняв обвинения.
В 1965 году было объявлено, что нидерландская принцесса Беатрикс выйдет замуж за бывшего члена гитлерюгенда и офицера вермахта Клауса фон Амсберга. Прово в связи с этим начали сбор пожертвований на «антиподарок» к этой свадьбе. Они стали распространять слухи, что подмешают наркотики в городской водопровод, что на свадьбе выстрелят краской в молодожёнов из гигантской пушки, разбросают навоз по пути следования свадебного кортежа и подмешают наркотики королевским лошадям. В реальности же во время свадебной церемонии прово применили дымовую бомбу, что привело к ожесточённой схватке с полицией.
К прово стали присоединяться молодые люди, которые протестовали против войны во Вьетнаме. Их демонстрации запрещали, но они всё равно проводились, выливаясь в столкновения с полицией. В середине 1966 года каждую неделю в связи с этим задерживались сотни людей. Люди начали осуждать полицию и проявлять симпатию к прово. В итоге ушли в отставку начальник полиции, а затем и мэр Амстердама.
Прово выдвинули ряд так называемых «белых планов»:
- «План белых велосипедов» — запрет автомобилей в центре Амстердама с одновременным предоставлением городом права использовать бесплатно 20 тысяч белых велосипедов.
- «План белых жертв» — требование о том, чтобы любой водитель, ставший виновником гибели кого-либо, был обязан сделать на месте трагедии изображение жертвы из белого цемента как предупреждение неосторожным водителям.
- «План белых дымоходов» — требование о том, чтобы все платили за загрязнение воздуха, а трубы тех, кто больше всего его загрязняет, были покрашены в белый цвет.
- «План белых домов» — требование о том, чтобы город легализовал сквоттинг как способ решения жилищной проблемы.
- «План белых жён» — план создания сети центров сексуального здоровья и планирования семьи для женщин, введения сексуального просвещения в школах.
- «План белых детей» — план, по которому семейные пары с детьми объединялись бы в группы по 5 человек, чтобы каждая пара присматривала за детьми всей группы каждый из дней недели.
- «План белых цыплят» — предложение, чтобы амстердамские полицейские (которых прозвали «синими цыплятами») разоружились, передвигались бы на белых велосипедах и бесплатно оказывали первую медицинскую помощь, а также раздавали бы бесплатно жареных цыплят и контрацептивы.

Белый план создания детских площадок был принят городским советом Амстердама, и представитель прово был избран на одно из мест в городском совете. В мае 1967 года, через несколько дней после отставки мэра Амстердама, прово приняли решение о самоликвидации и провели «похороны» своего движения.